# Crossoptilon
« Hokki » redirige ici. Pour l’article homophone, voir Hoki.
Genre
Crossoptilon est un genre d'oiseaux de la famille des Phasianidae dont les quatre espèces sont appelées hokkis.

## Liste des espèces
D'après la classification de référence (version 2.2, 2009) du Congrès ornithologique international (ordre phylogénique) :
- Crossoptilon crossoptilon – Hokki blanc ;
- Crossoptilon harmani – Hokki du Tibet ;
- Crossoptilon mantchuricum – Hokki brun ;
- Crossoptilon auritum – Hokki bleu.